# یوسو اورتوندو
یوسو اورتوندو (انگلیسی: Josu Ortuondo؛ زادهٔ ۶ نوامبر ۱۹۵۱) بازیکن فوتبال اهل اسپانیا است.
از باشگاه‌هایی که در آن بازی کرده‌است می‌توان به باشگاه فوتبال کوردوبا، باشگاه فوتبال اتلتیک بیلبائو، باشگاه فوتبال رئال اویدو، و باشگاه فوتبال اتلتیک بیلبائو بی اشاره کرد.